# Angel investor
L'angel investor, noto anche come business angel (in italiano: investitore informale), è un soggetto privato che apporta capitali in un'impresa nascente, detta startup, in cambio di capitale di rischio della stessa, diventandone socio. Oltre al capitale finanziario, il business angel contribuisce anche con il suo know-how e la sua rete di relazioni.
Laddove gli angel investor sono organizzati in una rete, si parla di angel investor network o di business angel network.

## Etimologia e origini
Il termine angel trae origine nel Teatro di Broadway, dove descriveva le persone facoltose che finanziavano le produzioni teatrali altrimenti destinate alla chiusura. Fino al 1978 non si usava nel contesto degli investimenti nelle aziende. In quell'anno William Wetzel, all'epoca professore presso l'Università del New Hampshire e fondatore del Center for Venture Research, condusse uno studio pionieristico sulla raccolta di capitale negli Stati Uniti. Wetzel iniziò a riferirsi con angel agli investitori che offrivano supporto agli imprenditori. Un termine simile, patron, è utilizzato comunemente in ambito artistico.
Gli angel investor sono spesso imprenditori o dirigenti in pensione interessati a tale pratica per motivi che vanno oltre il semplice ritorno monetario. Le ragioni possono essere il desiderio di rimanere aggiornati sugli sviluppi di un particolare settore d'affari, il fare da mentore per una nuova generazione di imprenditori o l'impiegare i propri esperienza e contatti in maniera meno impegnativa rispetto a un'attività a tempo pieno.

## Caratteristiche dei business angel
I business angel sono ex-titolari di impresa, manager in pensione o in attività, liberi professionisti che desiderano acquisire parte di una società che opera in un business, spesso innovativo, solitamente rischioso ma ad alto rendimento atteso. Sono quindi "uomini o donne di impresa", dotati di un buon patrimonio personale e di conoscenze professionali, in grado di fornire all'impresa, sia in fase di nascita sia in fase di sviluppo, preziosi consigli gestionali e conoscenze tecnico-operative.
L'aspetto "informale" contrappone tale figura agli investitori nel capitale di rischio di tipo "formale", ossia coloro che adottano un approccio di analisi formale agli investimenti nell'equity, quali i fondi d'investimento chiusi, più propriamente i fondi di venture capital e private equity. Il rapporto che si viene a creare tra l'investitore informale e l'imprenditore è squisitamente spontaneo e basato sulla fiducia: da qui il ruolo “informale” di questa forma di investimento/finanziamento.
Diverse sono le motivazioni che spingono tali soggetti ad investire nelle nascenti imprese. Uno degli obiettivi è realizzare nel medio e lungo termine delle plusvalenze dalla vendita parziale o totale della partecipazione iniziale. Si possono aggiungere l'interesse verso particolari tecnologie, lo status sociale, la voglia di contribuire allo sviluppo economico della propria comunità e alla crescita dei giovani imprenditori, il senso della sfida e il mero piacere di sentirsi attivi.

## Settori d'attività
I business angel investono in tutti i settori, anche se l'esigenza di finanziamento tramite equity e non tramite il finanziamento bancario la avvertono soprattutto le imprese innovative, le startup che possiedono come asset marchi, brevetti e know-how, quelli definiti come gli asset intangibili o immateriali che difficilmente possono essere dati a garanzia di un finanziamento bancario. Ecco allora che l'angel investing risulta la forma di finanziamento adatta per le startup innovative o spin-off accademici, come ad esempio accaduto negli USA con Apple, Google, ecc.
In Italia i business angel spesso investono in settori manifatturieri, perché la cultura d'impresa italiana maggiormente diffusa è legata ad essi. Infatti, il comportamento del business angel mistra solitamente la tendenza ad investire nei settori in cui ha già operato e di cui si conosce caratteristiche e opportunità. L'investimento in startup innovative in Italia è quindi spesso legato direttamente o indirettamente al manifatturiero: il software, l'automazione industriale, l'elettronica, le nanotecnologie, le clean-tech e le energie rinnovabili, ecc. Tuttavia, esistono anche in Italia numerosi casi di finanziamento da parte di angel investor in settori spesso riservati a fondi specializzati come le ICT (Internet and Communication Technology); in generale, il digitale e il biotech stanno interessando gli investitori informali sempre più.

## Storia degli angel investor
Gli investitori informali apparvero negli USA di fine '800, quando alcuni personaggi, particolarmente propensi al rischio, finanziavano gli spettacoli di Broadway. In seguito estesero i loro interventi ad altri tipi di attività imprenditoriali, tanto da essere considerati nel 1933 “investitori accreditati”, secondo la definizione che di tale categoria viene fornita già dal Securities Act. Per agevolarne la diffusione, venne poi creata una rete telematica, denominata Ace-Net, gestita da enti universitari e di ricerca, che mette tuttora in contatto i finanziatori e i finanziati. È una sorta di piazza di incontro, creata in Internet dal SBA (Small Business Administration), il ministero americano della piccola media impresa.
Esperienze successive a quella statunitense si ebbero in Europa, e precisamente nel Regno Unito, dove la cultura d'impresa è più simile a quella USA, e nei Paesi Bassi, dove esiste una vasta rete di investitori informali.
Nel 1996 la Comunità Economica Europea organizzò la prima Conferenza della rete europea dei business angels, dando impulso allo sviluppo di realtà analoghe in altri paesi europei, tra cui Germania, Francia, Belgio, Italia. Nel 1999 si costituì EBAN (European Business Angels Network), alla quale fin dall'inizio aderì l'IBAN (Italian Business Angel Network). Questa associazione si occupa di organizzare reti locali chiamate BAN (Business Angels Network), strutture permanenti territoriali che consentono agli investitori informali di incontrare gli imprenditori alla ricerca di capitale di rischio. I primi BAN furono quelli di Milano e Venezia: il primo ad opera del BIC, La Fucina; il secondo, il Ban Nordest, ad opera di Veneto Innovazione Spa, l'agenzia regionale per la diffusione dell'innovazione, gestito da Massimo Meneghini. Poi si aprirono altri BAN italiani e la rete si evolse.
Sebbene la prima associazione di investitori informali, IBAN, sia stata istituita in Italia nel 1999, le operazioni d'investimento informale c'erano già prima. La finanza informale in Italia è probabilmente sempre esistita, soprattutto in settori tradizionali dell'economia, anche se, essendo informale, è sfuggita alle definizioni accademiche.
Con la crescita del fenomeno e la diffusione della cultura di Angel investing, nel 2007 nacque Italian Angels for Growth, una rete ubicata a Milano ed inizialmente associata a IBAN. Diventò poi indipendente, e bel 2012 arrivò ad unire oltre 100 investitori informali. A Torino nel 2009 nacque invece il Club degli Investitori, associazione che al 2021 vedeva oltre 190 business angel associati che avevano investito oltre 21 milioni di euro in 39 startup e PMI innovative.